# King Vidor
King Wallis Vidor (Galveston, Texas, 1894. február 8. – Paso Robles, Kalifornia, 1982. november 1.) amerikai filmrendező.

## Élete
Neve magyar eredetű. Nagyapja Vidor Károly az 1848-as szabadságharc után menekült Amerikába, és az 1850-es évek elején Galvestonban telepedett le.

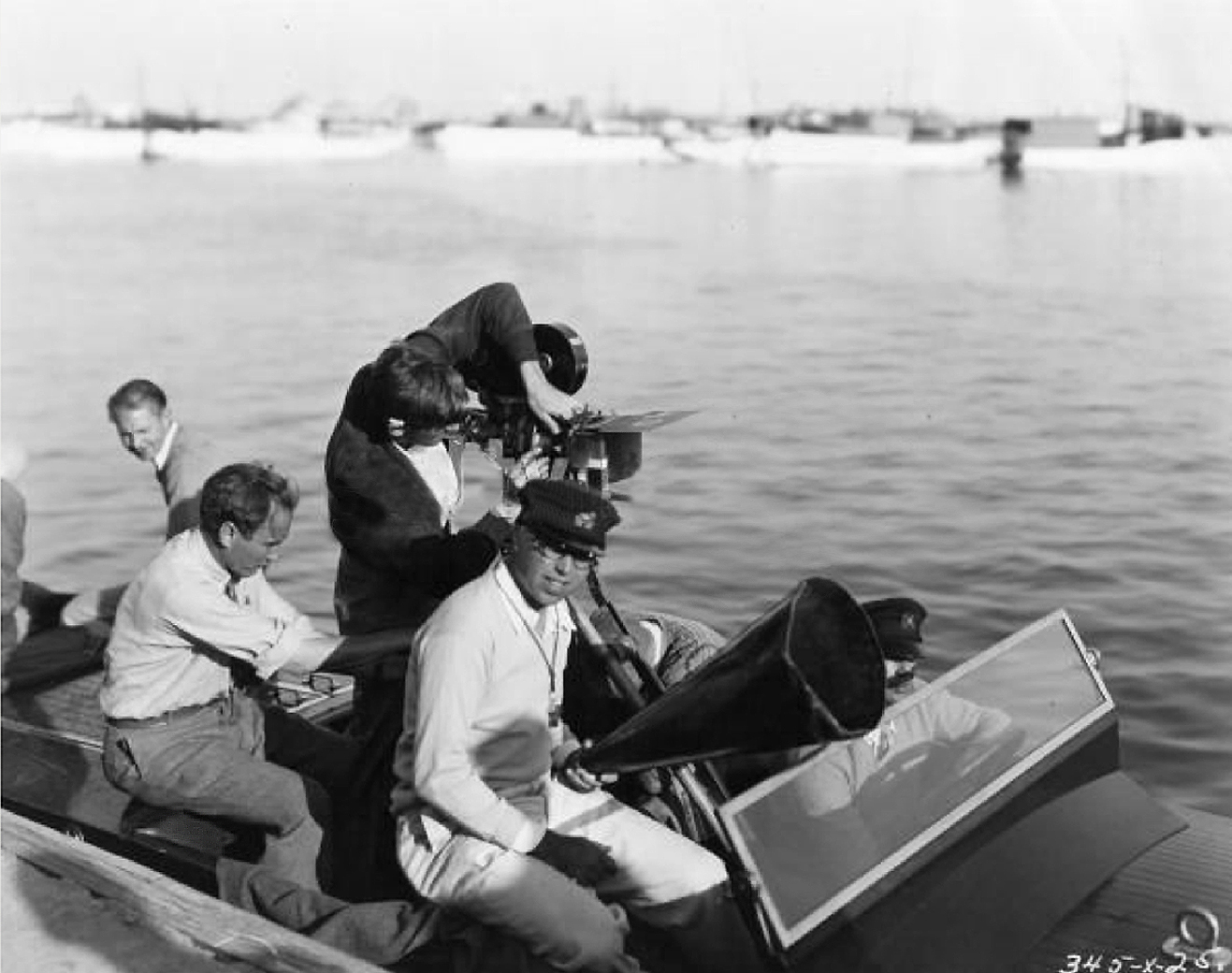
King Vidor a Nebáncsvirág (1928) forgatásán

1900-ban,  hatéves korában átélte a galvestoni hurrikánt. A San Antonio-i Peacock katonai akadémiára járt.
Mint filmrendező 1913-ban debütált első filmjével Hurrikán Galvestonban (Hurricane in Galveston), melyet személyes élményei alapján készített.
1915-ben, 21 évesen költözött Hollywoodba. 1928-ban jelölték először Oscar-díjra majd ezt követően még négyszer került a jelöltek közé, de egyetlen alkalommal sem nyerte el a díjat. Munkásságát 1979 kapott életműdíjjal ismerték el.
Híres alkotásai közé tartozik a Háború és béke. Az Óz, a csodák csodája című film rendezésében rész vett, mikor Victor Fleming átadta a munkát az Elfújta a szél című film miatt, de Vidor nevét nem tüntették fel a stáblistán.
King Vidor rendezői tevékenysége, mint a leghosszabb filmrendezői karrier (67 év) bekerült a Guinness rekordok könyvébe: 1913-ban rendezte első filmjét a Hurrikán Galvestonbant és 1980-ban az utolsót, egy dokumentumfilmet, A metaforát.

## Válogatott filmjei
- The Jack Knife Man (1920)
- The Sky Pilot (1921)
- Peg 'o My Heart (1922)
- Lángbaborult világ (A nagy parádé, The Big Parade, 1925)
- Dübörgő élet[2] (1928)
- Nebáncsvirág (1928)
- Show People (1928)
- Hallelujah (1929)
- A bajnok (1931)
- Paradicsommadár (1932)
- Our Daily Bread (1934)
- A citadella (1938)
- Óz, a csodák csodája (1939)
- Comrade X (1940)
- Északnyugati átjáró (1940)
- Párbaj a napon (1946)
- A forrás (1949)
- Ruby Gentry (1952)
- Man Without a Star (1955)
- Háború és béke (1956)
- Salamon és Sába királynője (1959)